# Шахта «Талівська»
ДВАТ Шахта «Талівська». Входить до ДХК «Краснодонвугілля».
Стала до ладу в 1959 р з проектною потужністю 600 тис.т вугілля на рік.
Фактичний видобуток 1903/411 т/добу (1990/1999). У 2003 р. видобуто 440 тис.т вугілля. Максимальна глибина 740/840 м (1990/1999). Шахтне поле розкрите 2 вертикальними стволами і горизонтальними квершлаґами, вентиляційною свердловиною.
Протяжність підземних виробок 49,1/36,0 км (1990/1999). У 1990/1999 розробляла відповідно пласти kн
5, k2 та k2 потужністю 1,15-1,75/1,75 м, кути падіння 2-4°.
Пласти небезпечні щодо вибухів вугільного пилу та за раптовими викидами вугілля і газу. Кількість очисних вибоїв 3/1/1, підготовчих 6/2 (1990/1999/2002). Обладнання: комплекс КМТ і комбайн ГШ-69.
Кількість працюючих: 1459/1112 осіб, в тому числі підземних (основні категорії) 306/276 осіб (1990/1999).
Адреса: 94415, м. Отаманівка, Луганської обл.